# Coryphophylax
Genre
Coryphophylax est un genre de sauriens de la famille des Agamidae.

## Répartition
Les deux espèces de ce genre sont endémiques des îles Andaman-et-Nicobar en Inde.

## Liste des espèces
Selon The Reptile Database (13 janvier 2016) :
- Coryphophylax brevicaudus Harikrishnan, Vasudevan, Chandramouli, Choudhury, Dutta & Das, 2012
- Coryphophylax subcristatus (Blyth, 1860)

## Publication originale
- Fitzinger, 1861 "1860" : Die Ausbeute der österreichischen Naturforscher an Säugethieren und Reptilien während der Weltumsegelung Sr. Majestät Fregatte Novara. Sitzungsberichte der Kaiserlichen Akademie der Wissenschaften, Mathematisch-Naturwissenschaftliche Classe, vol. 42, p. 383-416 (texte intégral).